# Казимир Вежинський
Казі́меж Вежи́нський  (пол. Kazimierz Wierzyński; 27 серпня 1894, Дрогобич — 13 лютого 1969, Лондон) — польський поет, уродженець України. Автор багатьох збірок поезій і книжки про Ф. Шопена.
Олімпійський чемпіон з мистецьких змагань на Олімпійських іграх 1928 року в Амстердамі, в конкурсі Літератури, змаганню з поезії.
Один із засновників літературної групи «Скамандр» (пол. Skamander).
Переклав вірш Тараса Шевченка «Огні горять, музика грає», що ввійшов до видання творів Шевченка «Поезії» (Варшава, 1936).

## Народження, шкільні та юні роки
Казимир Вежинський є одним із сполонізованих нащадків галицьких німецьких колоністів, народжений в Галичині, відомий польський письменник, поет, есеїст, перекладач, який прославився далеко за межі сучасної Польщі, оскільки більшість життя прожив в еміграції.
Народився 27 серпня 1894 року чудовому галицькому містечку Дрогобичі у сім'ї залізничника Анжея Вірстляйна-Вежинського (1853—1944) та Феліції з Дунін-Васовичів (1852—1944). Кілька джерел пише про те, що народився Казимир дуже символічно для свого батька — просто на вокзалі.
Батько письменника — Анджей або ж Андреас Вірштляйн (Andreas Wirstlein) народився 1853 року в німецькій сільськогосподарській колонії — селі Унтервальден біля Львова (частина сучасного села Підгайчики, Золочівського р-ну Львівської обл.) і був 3 поколінням німців-колоністів, які заснували Унтервальден у 1783 році.  У ранньому віці пішов працювати на залізницю, часто переводився з однієї станції на іншу, встиг попрацювати практично  в усіх великих містах Галичини, поки, нарешті, оселився в Дрогобичі. Де і одружився після смерті першої дружини з польською шляхтянкою  Феліцією.
У 1912 році Андреас подає у відповідні органи заяву з проханням зміни імені та прізвища на польський лад — Анджей Вежинський. Можна говорити про кілька причин цього: ймовірний тиск дружини-польки, більші можливості для поляка досягти успіху в кар'єрі на той час, кращі умови для дітей, які були польськими патріотами і не хотіли розголошувати своє німецьке коріння. На то час Андреас був досить впливовою людиною на Дрогобицькій залізниці, тому його «пізнє спольщення» набуло неабиякого розголосу навіть у місцевій пресі. До прикладу, один із Дрогобицьких тижневиків у 1913 році видав статтю, в якій лагідно висміяв такі дії Вірстяйна словами: «Чи Віжинський, чи Вірстляйн — це все ковбаса» («Czy Wierzynski, czy Wirstlein — to jest alles Wurst!»).
Отже, повертаємось до біографії самого Казимира. Хлопець здобув грандіозну як на той час освіту, спочатку навчався в школі в Дрогобичі, але пізніше, через переведення батька на іншу ділянку залізниці, сім'я переїжджає до Стрия, де Казимир проводить роки своєї юності, здобуваючи середню освіту в місцевій класичній гімназії.
Збереглись цікаві спогади про Вежинського його однокласника Тадеуша Фабіанського: "З-поміж моїх однокласників найбільше уславився Казимир Вежинський. Проте, це трапилося не в Стрию, а пізніше, після війни. А тоді ніщо не вказувало на те, що наш колега здобуде олімпійські лаври. Тут іще раз підтвердилася теза, що немає пророка у своїй вітчизні.
Син залізничника Казік Вірстляйн (так ще звучало тоді прізвище Вежинського) в своїй стрийській вітчизні не виявляв поетичних здібностей. Тільки члени його таємного гуртка знали, що він написав патріотичного віршика. Приятель усього світу, завжди в гарному настрої, ошатно вбраний і причесаний, він був дуже веснянкуватий. Через це колеги називали його «Веснянкуватою Зоською». Він не ображався, ставився до свого прізвиська добродушно. Проте, не вільно було жартувати з його прізвища. Тоді він гнівався, і доходило до бійки. В навчанні він не вибивався надміру вперед і не відставав. Для вчителів був хорошим учнем, а для нас — хорошим однокласником.
… Про кожного було відомо, чим він займається в позаурочний час. Тільки про Вежинського ми не знали майже нічого, хоча він не виглядав особою, яка полюбляє оточувати себе ореолом таємничості. Свою таємницю він зрадив сам, але допіру через сорок років, про що йтиметься трохи далі. "
Після закінчення гімназії у 1912 році Казимир (тоді ще Вірсляйн) вступає до Ягелонського університету в Кракові на філософський факультет. Протягом року він активно вивчає польську філологію, літературу, а також філософію. Наступного року вступає до Віденського університету. Там у свою чергу вивчає слов'яністику, германістику та філософію. Активно бере участь у русі за незалежність Польщі як член «Дружин Стрілецьких» (Дружини Стрілецькі — польська організація, заснована у Львові в 1911 році, яка мала на меті боротьбу за незалежність Польщі від Австо-Угорської імперії), а також молодіжної патріотичної організації «Zarzewie» (укр. Вуглики), заснованої в 1909 році теж у Львові.
У період березня-травня 1911 року за підтримки Казимира Вежинського  організація «Zarzewie» у Львові організувала перший інструкторський курс, на якому учасники практикувались у командній роботі, вивчали ази шифрування та військової майстерності.
У поетичному полі дебютував у 1913 році віршем «Hej, kiedyż, kiedyż» ("Гей, коли ж, коли ж!) в дрогобицькому неперіодичному виданні «1863».

## Перша світова війна та міжвоєнний період
З початком I світової війни вступив до польської добровольчої військової організації «Легіон Східний», а після її розпаду — до австрійської армії. У битві під Красником  7 липня 1915 року потрапив у російський полон. Як офіцер нижчого рангу перебував у таборі для австрійських військовополонених слов'янського походження  в Рязані. Перебування там використав із максимальною користю для себе, зокрема, вивчив російську мову, а також багато читав російської літератури. Тоді ж, у полоні, познайомився з капітаном піхоти польської армії Тадеушом Ремезою (уродженець смт. Товсте на Тернопільщині), якому присвятив кілька своїх віршів.
Взимку 1918 році Казимиру вдається втекти з полону, певний час від переховувався в Києві під дошлюбним прізвищем матері — Васович. Там, не гаючи часу, вступає до таємної Польської  Військової Організації. Восени 1918 року переїжджає до Варшави.
У Варшаві активно займається творчою діяльність, видає кілька особистих збірок, а також разом з Юліаном Тувімом, Антонієм Слонімським, Ярославом Івашкевичем і Яном Лєхонєм засновує поетичну групу «Скамандр». Назва групи походить від міфологічної річки, яка протікала біля Трої, а самі поети взяли за взірець своєї творчості античну традицію та стиль творчості легендарного польського поета XIX століття Леопольда Стаффа.
Згодом літературна група розрослась, до неї увійшли й інші поети, кожен з яких наслідував творчість конкретного представника так званої «великої п'ятірки» — засновників. Історія заснування групи тісно пов'язана з Варшавським університетом та часописом «Pro Arte et Studio» (виходив до 1919 року). Формально група була заснована в 1916 році, але під назвою «Скамандр» заявила про себе офіційно лише в 1918 році.
Творчим осередком скамандритів з листопада того ж року стала артистична кав'ярня «Під Пікадором» (пол. Pod Picadorem), що на вул. Нови Свят, 57 у Варшаві. У кав'ярні на той час стали збиратися митці, поети, художники.
В цей період з'явилися перші публікації збірок поетів з групи: Юліан Тувім — Czyhanie na Boga (1918 р.)
Ян Лєхонь — Karmazynowy poemat (1920 р.)
Антоній Слонімський — Sonety (1918 р.)
Казимир Вежинський — Wiosna i wino (1919 р.)
Ярослав Івашкевич — Oktostychy (1918 р.).
Наступний період — 1919—1928 роки — характеризується твердою «стійкістю», а також певним розвитком групи: видається однойменний часопис «Скамандр» (виходив у 1920—1928), до групи приєднуються кілька інших поетів, письменників та навіть літературних критиків.
Оскільки офіційно творці не обмежували себе правилами, то основні літературні принципи скамандритів  були викладені у неформальну систему мистецьких поглядів:
- зв'язок поезії із реальністю, сучасністю,
- захоплення життям та його енергією,
- висвітлення суспільно-політичного життя в поезії
- творення поета-учасника, «поета-словесника», «людини натовпу», що активно бере участь у житті держави і суспільства,
- включення до поетичної мови поточних елементів — оказіоналізмів, неологізмів, елементів говірок, вульгаризмів, гумору, іронії, сатири,
- поєднання різних типів оповіді,
- класичні норми віршування.

У 1919—1921 роках Казимир бере активну участь у польсько-радянській війні (війна виникла внаслідок спроби Червоної армії прорватися через Польщу до Німеччини) як офіцер-пропагандист. Працює в прес-службі Верховного Головнокомандування (1920), у редакції Бібліотеки польського солдата, журналів «Українське слово» та «Щоденник Києва».
У повоєнних роках мешкає короткий період часу у Швейцарії та Франції, згодом у Варшаві, де його і застає 2 світова війна.
У тому ж 1919 році у Варшаві виходить повноцінним виданням  перша  власна збірка віршів Вежинського «Весна і вино» (пол. Wiosna i wino). Завдяки радісним та ліричним мотивам збірка принесла автору популярність, стала добрим каменем у фундаменті його подальшої слави.  Радісні мотиви домінували також і в наступній збірці «Горобці на даху» (пол. Wróble na dachu), яка, до слова, побачила світ вже у 1921 році. Це були роки найбільшого творчого розквіту поетичної групи «Скамандр».
З 1924 року, окрім праці у редакції «Скамандра», Вежинський брав участь у виданні «Відомостей Літературних» (пол. Wiadomości Literacki) від 1924 року, був літературним і театральним рецензентом «Газети польської», з 10 липня 1926 до 5 грудня 1931 року редагував «Огляд Спортивний» (пол. Przegląd Sportowy), а також тижневик «Культура» (1931—1932).
Вже в кінці 1920-х років названий одним з найвідоміших уродженців Дрогобича.
Щодо творчості Вежинського, то радісні та ліричні мотиви у творах поета поступово зникають, тепер він у своїх творах глибоко задумується над сенсом життя, природою людини, її внутрішнім світом. У такому дусі видані збірки  «Велика Ведмедиця» (пол. Wielka Niedźwiedzica) у 1923 році з циклом віршів на військову тематику, написаними у 1914—1918 роках, а також «Щоденник любові» (пол. Pamiętnik miłości) (1925)  та «Розмова з пустелею» (пол. Rozmowa z puszczą) (1929).
У 1925 році нагороджений літературною нагородою Польського Товариства Видавців.
У 1927 році Казимир видає свою славнозвісну збірку поезій «Олімпійські лаври» (пол. Laur olimpijski), за яку отримує у 1928 році золоту медаль в літературному конкурсі IX Олімпіади в Амстердамі.
Протягом наступного десятиліття (1929—1939 рр.), навіть попри часткове відновлення видання власного часопису (у 1935—1939 рр.), діяльність «Скамандру» занепадає. Із приходом до влади у Польщі Юзефа Пілсуцького Скамандри розділились на два табори: його прихильників та противників. Це і стало крахом групи.
Аналізуючи наступні збірки митця бачимо, як він знову здійснює свої творчі пошуки. У 1929—1933 роках поет ніби передчуває катастрофу в тогочасному суспільстві, тоді ж з-під його пера виходять збірки  «Фантастичні пісні» (пол. Pieśni fanatyczny) (1929) та «Гіркий врожай» (пол. Gorzki urodzaj) (1933).
У 1930 році Казимира  нагороджують Офіцерським Хрестом Ордену Відродження Польщі.
У 1935 році Вежинський удостоєний Золотим Академічним Лавром Польської Академії Літератури, а 21 грудня 1936 року — Національною літературною премією Міністра релігій та народної освіти за 1936 рік.
У 1936 року Казимир видає, як він сам каже, «справу свого життя» — книгу «Трагічна свобода» (пол. Wolność tragiczna). Збірка повністю присвячена боротьбі Польщі за незалежність та ролі Юзефа Пілсудського у ній. Вірші написані в романтичному стилі, розміщені у хронологічному порядку, зважаючи на події, що описують. Усі поезії розкривають зміст основних подій воєнних років, містять цитати та посилання на відомих авторів. Збірка фактично є відображенням культу Пілсудського, а всі вірші написані у дусі ліричного героя, що в особистій самотності намагається підняти у величі свій народ, ним виступає сам маршал Юзеф.
1938 року світ побачила ще одна книга Вежинського «Могили» (пол. Kurhany), яка радикально не відрізнялася від попередніх робіт поета, а була наповнена історичними, мистецькими мотивами минувшини, ніби у передчутті нових трагічних подій, що вже скоро сколихнуть не тільки Польщу, а й увесь світ.
У січні 1938 року Казимир Вежинський став членом Польської Академії Літератури.
Міжвоєнну творчість митця завершує  «Стрічку з варшав'янки» (пол. Wstążka z Warszawianki), опубліковану 3 вересня 1939 року в останнім номері «Відомостей Літературних». Тут знову домінують трагічні мотиви з ностальгією за героїчним минулим. Центральною у творах знову виступає постать Пілсудського.

## Друга світова війна та еміграція
У вересні 1939 року Вежинський евакуювався разом з редколегією «Газети польської» до Львова, потім переїхав до Франції, а після її поразки у 1940 році — до Португалії, Бразилії і, врешті, до США. Там продовжує творчу діяльність, про що свідчить той факт, що вже в 1943 році він був одним із засновників та членом редакції «Тижневика Польського» в Нью-Йорку. До слова, ньюйоркська історія Вежинського розпочинається 2 червня 1941 року, коли він з дружиною Галиною (Галина Вежинська з Пфеферів — 1903—1980) покинув борт корабля «Аргентина» в порту на південному березі Манхетена.

Збірки К.Вежинського

У роки Другої світової війни поет пише патріотичні вірші, якими додає полякам сили у боротьбі за незалежність. «Земля — вовчиця» (пол. Ziemia-Wilczyca) (1941), «Роза вітрів» (пол. Róża Wiatrów) (1942) та видані одразу ж після війни «Хрести та мечі» (пол. Krzyże i miecze) (1946) переповнені трагізмом визвольних змагань та  розчаруванням поета.
Кінець війни не приніс радості Казимиру, оскільки у часі окупації та Варшавського повстання він втратив фактично половину своєї сім'ї: у 1943 році в  нацистському таборі Майданек загинув його брат — журналіст Геронім Вежинський, а в 1944 році його зведений брат Броніслав, у 1944 помирають і батьки поета.

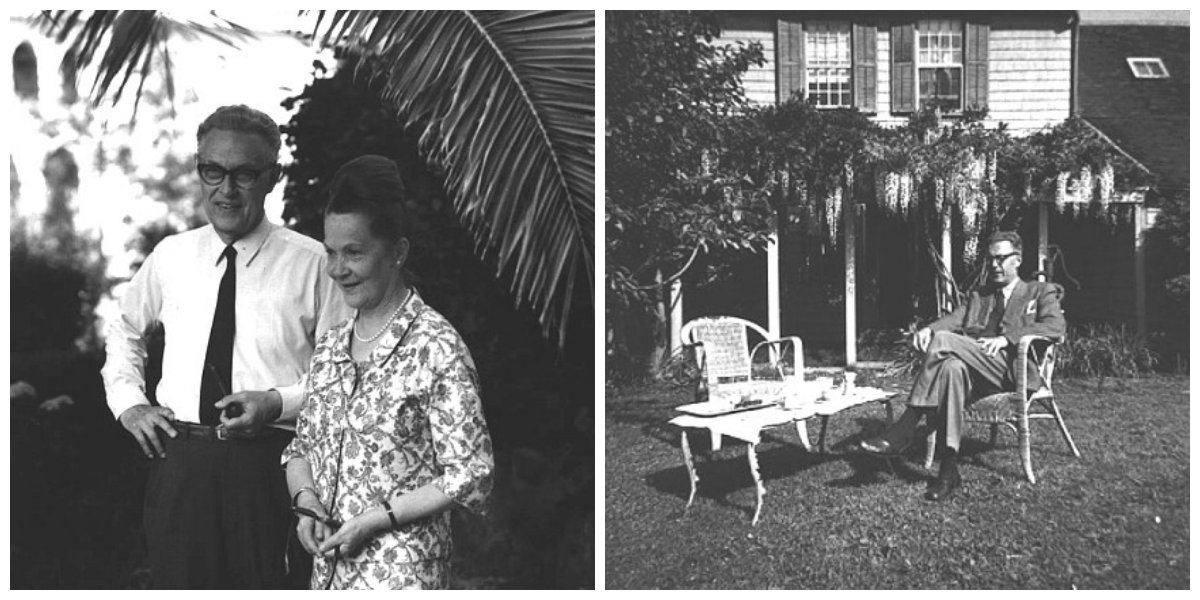
Казимир Вежинський з дружиною Галиною в Америці

Не змирившись з фактичним підпорядкуванням Польщі Радянському союзу в результаті Ялтинської конференції, після II світової війни  Вежинський залишається в еміграції. 20 повоєнних років Вежинський прожив у невеличкому рибальському містечку Саг Харбор на східному березі Лонг Айленду. У той час співпрацював з лондонським «Відомостями» (пол. Wiadomości), які в 1945—1957 роках редагував Мечислав Ґридзевський, активно публікувався в польських видавництвах у Великій Британії та Франції, співпрацював з радіо «Вільна Європа».
В 1945 році Вежинський пише повного болю втрат вірша «Na rozwiązanie Armii Krajowej». Після того береться за ще одну «справу життя» — книгу «Життя Шопена», яка побачила світ англійською мовою у 1949 році, польською — в 1953.
У 1954 році письменник святкує своє 60-ти річчя, а також 35 ювілей творчої діяльності.
Абсолютно новою літературною сторінкою, спробою знайти сенс власного життя та творчості в Казимира стали збірки поезій «Бушель маку» (пол. Korzec maku) (1951), «Сім підков» (пол. Siedem podków) (1954), «Тканина землі» (пол. Tkanka ziemi) (1960), «Валіза на спині» (пол. Kufer na plecach) (1964) та остання його збірка «Sen mara» (1969). У цих збірках автор висловив стоїчне ствердження існування, почуття зв'язку з рідною мовою і землею, а також зобразив трагізм долі вигнанця і знесилення через жорстокість повоєнного світу.
Щодо прози Вежинського, то тут варто згадати 2 збірки його воєнних оповідань  - «Межі світу» (пол. Granice świata) (1933) та «Бійня» (пол. Pobojowisko) (1944), вибірку театральних рецензій та фейлетонів «В гардеробі духів» (пол. W garderobie duchów) (1938), а також літературний огляд «Сучасна польська література в еміграції» (пол. Współczesna literatura polska na emigracji) (1943), книгу про життя в Америці «Моя приватна Америка» (пол. Moja prywatna Ameryka) (1966), а також збірку спогадів-есе «Циганським возом. Міста, люди, книги»  (пол. Cygańskim wozem. Miasta, ludzie, książki) (1966).
У 1964 році  Вежинський остаточно переїжджає до Європи та оселяється спочатку в Римі, а згодом у Лондоні, де продовжує активно працювати.
Окреме місце в післявоєнній поезії Вєжинського займає памфлетний і публіцистичний вірш «Чорний Полонез» (1968), високо оцінений багатьма літературними критиками.
Помирає Казимир Вежинський ввечері 13 лютого 1969 року на 75 році життя, за кілька годин до того закінчивши роботу над своєю останньою збіркою віршів «Sen mara».
15 квітня 1978 року прах Казимира Вежинського перевезено до Польщі та перепоховано на почесній алеї на Повонзківському кладовищі у Варшаві.

## Сучасність
Поезію Вежинського перекладено на майже всі європейські мови, серед найпопулярніших — збірка «Олімпійські лаври» та книга «Життя Шопена»
Казимир Вежинський став героєм пісні Яцка Качмарського, на його честь названо вулиці у цілій низці польських міст, таких як Варшава, Торунь, Краків та багато інших. З 2014 році Асоціація польських журналістів започаткувала премію ім. Казимира Вежинського у сфері спортивної журналістики.
Пам'ятають про поета і на малій Батьківщині — щороку у Дрогобичі відбувається фестиваль Казимира Вежинського.